# Samuel Sinai
Samuel Sinai (geboren 1. Mai 1915 in Smyrna (jetzt Izmir), Türkei; gestorben 24. Juli 2003 in Marseille, Frankreich) war ein türkisch-französischer Maler.

## Leben
Samuel Sinai besuchte von 1933 bis 1939 die École des Beaux-Arts in Marseille. Während des Zweiten Weltkriegs wurde er zur Armee eingezogen und geriet in Kriegsgefangenschaft.
Nach seiner Rückkehr schrieb er sich an der Ecole des Beaux-Arts in Paris im Atelier von Jean Souverbie ein.
Er praktizierte in Paris im Salon d’Automne, Salon des Artistes Français und dem Salon des Indépendants, wo er ab 1948 Mitglied war.
Samuel Sinai malte hauptsächlich städtische Ansichten von Paris, Stillleben und Porträts.

## Werke (Auswahl)

### Städtische Ansichten
- Sortie du Port a Honfleur (ca. 1950), 54 × 66 cm[1]
- Notre-Dame de Paris (1950), 46,5 × 38 cm[2]
- Rue de Paris (I) (1956), 47 × 36 cm, aus der Sammlung von Henri Braun-Adam[1][3]
- Rue de Paris (II) (1957), 46 × 36 cm[4]
- A Corner in Paris (1957), 46 × 38 cm, aus der Sammlung von Uri und Rami Nehostan, Kunstmuseum in Ashdot Yaacov, Israel[5]
- Jetée de Cancale (1959), 24 × 31 cm[6]
- Corner in Paris (1960), 99,06 × 63,5 cm, aus der Sammlung von Uri und Rami Nehostan, Kunstmuseum in Ashdot Yaacov, Israel[1][7]
- Paysage de Honfleur (1961), 55 × 65 cm, aus der Sammlung Kupfer[8]
- Le Pont Neuf (I), 27 × 41 cm[1]
- Le Pont Neuf (II), 46 × 55 cm[9]
- Maisons à Paris, 41 × 33 cm[4]
- Rue à Honfleur, 54 × 65 cm[10]

### Stillleben
- Nature morte (1950)[11]
- Nature morte à la lampe (1951)[12]
- Nature morte (1952)[13]
- Nature morte à la carafe (1953)[14]
- Nature morte au gros pain (1953)[14]
- Nature morte (1960), 50 × 61 cm[1]
- Nature morte aux prunes, 19 × 24 cm[1][3]
- Nature porte aux poires, 33 × 41 cm[4]
- Nature morte aux figue, 50 × 61 cm, aus der Sammlung von Beit Uri und Rami Nechushtan[8]
- Fruits dans panir, 33 × 41 cm[4]
- Poire, verre et pain, 46 × 55 cm[15]

### Porträts
- Portrait du peintre J.B. (1951)[12]
- Portrait au manchon (1952)[13]

### Landschaftsbilder
- Paysage: Bretagne (1950)[11]